# Mantidactylus ambreensis
A Mantidactylus ambreensis  a kétéltűek (Amphibia) osztályába és  a békák (Anura) rendjébe, az aranybékafélék (Mantellidae) családjába tartozó faj.

## Előfordulása
Madagaszkár endemikus faja. A sziget északnyugati részén, 200–1150 m-es tengerszint feletti magasságban honos.

## Megjelenése
Közepes méretű Mantidactylus faj. Testhossza 33–38 mm. Mellső lába úszóhártya nélküli. Ujjai végén fejlődött korongok mérsékelten megnőttek. Háta kissé szemcsés, egyenletesen barna színű, oldaln feltűnő fehér sáv húzódik. A hímeknek mérsékelten nyújtható egyszeres hanghólyagjuk van.

## Természetvédelmi helyzete
A vörös lista a nem fenyegetett fajok között tartja nyilván. Elterjedési területe nagy, populációja jelentős. Bár védett területen is előfordul, erdei élőhelyének mérete csökkenő tendenciát mutat a mezőgazdaság, a fakitermelés, a szénégetés, az invázív eukaliptuszfajok terjeszkedése, a legeltetés és a lakott települések növekedése következtében.